# VIA Eden mikroprocesszorok listája
A VIA Technologies
Eden mikroprocesszorai ötödik és hatodik generációs CPU-k, amelyekkel a beágyazott piacot célozták meg.

## Beágyazott processzorok

### Eden ESP

#### „Samuel 2” (150 nm)
- Minden modell támogatja: MMX, 3DNow!

| Modellszám    | Frekvencia | L2 gyorsítótár | Front-side bus | Órajelszorzó | Feszültség | TDP   | Foglalat | Megjelenés         | Azonosítók |
| ------------- | ---------- | -------------- | -------------- | ------------ | ---------- | ----- | -------- | ------------------ | ---------- |
| Eden ESP 3000 | 300 MHz    | 64 KiB         | 66 MHz         | 4,5 ×        | 1,05 V     | 2,5 W | EBGA     | 2001. december 11. |            |
| Eden ESP 4000 | 400 MHz    | 64 KiB         | 100 MHz        | 4×           | 1,05 V     | 3 W   | EBGA     | 2001. december 11. |            |
| Eden ESP 5000 | 533 MHz    | 64 KiB         | 133 MHz        | 4×           | 1,2 V      | 5 W   | EBGA     | 2001. december 11. |            |
| Eden ESP 6000 | 600 MHz    | 64 KiB         | 133 MHz        | 4,5 ×        | 1,2 V      | 6 W   | EBGA     | 2001. december 11. |            |

#### Nehemiah(130 nm)
- Minden modell támogatja: MMX, SSE, VIA PadLock (AES, RNG)

| Modellszám    | Frekvencia | L2 gyorsítótár | Front-side bus | Órajelszorzó | Feszültség | TDP | Foglalat | Megjelenés          | Azonosítók |
| ------------- | ---------- | -------------- | -------------- | ------------ | ---------- | --- | -------- | ------------------- | ---------- |
| Eden ESP6000  | 666 MHz    | 64 KiB         | 133 MHz        | 5×           | 1,05 V     | 6 W | EBGA     | 2003. augusztus 19. |            |
| Eden ESP7000  | 733 MHz    | 64 KiB         | 133 MHz        | 5,5 ×        | 1,05 V     | 6 W | EBGA     | 2003. augusztus 19. |            |
| Eden ESP8000  | 800 MHz    | 64 KiB         | 133 MHz        | 6×           | 1,05 V     | 6 W | EBGA     | 2004. február 10.   |            |
| Eden ESP10000 | 1000 MHz   | 64 KiB         | 133 MHz        | 7,5 ×        | 1,05 V     | 7 W | EBGA     | 2004. február 10.   |            |
| Eden ESP10000 | 1000 MHz   | 64 KiB         | 200 MHz        | 5×           | 1,05 V     | 7 W | EBGA     | 2004. február 10.   |            |

### Eden-N

#### Nehemiah(130 nm)
- Minden modell támogatja: MMX, SSE, VIA PadLock (AES, RNG)
- VIA PowerSaver támogatása

| Modellszám     | Frekvencia | L2 gyorsítótár | Front-side bus | Órajelszorzó | Feszültség | TDP       | Foglalat | Megjelenés        | Azonosítók |
| -------------- | ---------- | -------------- | -------------- | ------------ | ---------- | --------- | -------- | ----------------- | ---------- |
| Eden-N 533     | 533 MHz    | 64 KiB         | 133 MHz        | 4×           | 0,9 V      | 2,5/3,5 W | NanoBGA  | 2003. október 14. |            |
| Eden-N 800     | 800 MHz    | 64 KiB         | 133 MHz        | 6×           | 0,95 V     | 5 W       | NanoBGA  | 2003. október 14. |            |
| Eden-N 1,0 GHz | 1000 MHz   | 64 KiB         | 133 MHz        | 7,5 ×        | 1 V        | 7 W       | NanoBGA  | 2003. október 14. |            |

### Eden

#### „Esther”(szabványos feszültség, 90 nm)
- Minden modell támogatja: MMX, SSE, SSE2, SSE3, NX bit, VIA PadLock (SHA, AES, Montgomery Multiplier, RNG)
- VIA PowerSaver támogatás max. 8 ACPI P-állapottal
- Üresjárati teljesítmény: 500 mW

| Modellszám   | Frekvencia | L2 gyorsítótár | Front-side bus | Órajelszorzó | Feszültség        | TDP   | Foglalat | Megjelenés       | Azonosítók |
| ------------ | ---------- | -------------- | -------------- | ------------ | ----------------- | ----- | -------- | ---------------- | ---------- |
| Eden 400     | 400 MHz    | 128 KiB        | 400 MT/s       | 4×           | 0,796 V           | 2,5 W | NanoBGA2 | 2006. január 17. |            |
| Eden 500     | 500 MHz    | 128 KiB        | 400 MT/s       | 5×           | 0,796 V           | 3,5 W | NanoBGA2 | 2006. január 17. |            |
| Eden 600     | 600 MHz    | 128 KiB        | 400 MT/s       | 6×           | 0,844 V           | 5 W   | NanoBGA2 | 2006. január 17. |            |
| Eden 800     | 800 MHz    | 128 KiB        | 400 MT/s       | 8×           | 0,844 V           | 5 W   | NanoBGA2 | 2006. január 17. |            |
| Eden 1,0 GHz | 1000 MHz   | 128 KiB        | 400 MT/s       | 10×          | 0,844 V           | 5 W   | NanoBGA2 | 2006. január 17. |            |
| Eden 1,2 GHz | 1200 MHz   | 128 KiB        | 400 MT/s       | 12×          | 0,860 V – 0,844 V | 7 W   | NanoBGA2 | 2006. január 17. |            |

#### „Esther”(ultra-alacsony feszültség, 90 nm)
- Minden modell támogatja: MMX, SSE, SSE2, SSE3, NX bit, VIA PadLock (SHA, AES, Montgomery Multiplier, RNG)
- VIA PowerSaver támogatás max. 8 ACPI P-állapottal

| Modellszám       | Frekvencia | L2 gyorsítótár | Front-side bus | Órajelszorzó | Feszültség | TDP   | Üresjárati teljesítmény | Foglalat  | Megjelenés          | Azonosítók |
| ---------------- | ---------- | -------------- | -------------- | ------------ | ---------- | ----- | ----------------------- | --------- | ------------------- | ---------- |
| Eden ULV 500     | 500 MHz    | 128 KiB        | 400 MT/s       | 5×           | 0,684 V    | 1 W   | 100 mW                  | NanoBGA2  | 2007. augusztus 23. |            |
| Eden ULV 500     | 500 MHz    | 128 KiB        | 400 MT/s       | 5×           | 0,6875 V   | 1 W   | ? mW                    | MobileBGA |                     |            |
| Eden ULV 1,0 GHz | 1000 MHz   | 128 KiB        | 400 MT/s       | 10×          | 0,796 V    | 3,5 W | 500 mW                  | NanoBGA2  | 2006. január 17.    |            |
| Eden ULV 1,0 GHz | 1000 MHz   | 128 KiB        | 400 MT/s       | 10×          | 0,8000 V   | 3,5 W | ? mW                    | MobileBGA |                     |            |
| Eden ULV 1,5 GHz | 1500 MHz   | 128 KiB        | 400 MT/s       | 15×          | 0,956 V    | 7,5 W | 500 mW                  | NanoBGA2  | 2006. január 17.    |            |
| Eden ULV 1,6 GHz | 1600 MHz   | 128 KiB        | 800 MT/s       | 7,5 ×        | ≤ 0,988 V  | 8 W   | ? mW                    | NanoBGA2  |                     |            |
| Eden ULV 1,6 GHz | 1600 MHz   | 128 KiB        | 800 MT/s       | 7,5 ×        | ≤ 0,9875 V | 8 W   | ? mW                    | MobileBGA |                     |            |

### Eden X2

#### „Eden X2”(40 nm)
- Minden modell támogatja: MMX, SSE, SSE2, SSE3, x86-64, NX bit, x86 virtualizáció, VIA PadLock (SHA, AES, Montgomery Multiplier, RNG)
- A VIA Eden X2 U4200 támogatja az SSE4.1 utasításkészlet-kiterjesztést[1]

| Modellszám | Frekvencia | L2 gyorsítótár | Front-side bus | Órajelszorzó | Feszültség | TDP   | Üresjárati teljesítmény | Foglalat | Magok | Megjelenés       | Azonosítók |
| ---------- | ---------- | -------------- | -------------- | ------------ | ---------- | ----- | ----------------------- | -------- | ----- | ---------------- | ---------- |
| U4200E     | 1 GHz      | 64 KiB+64 KiB  | 800 MT/s       | ?×           | ? V        | 9 W   | ? mW                    | FCBGA    | 2     | 2011. március 1. |            |
| U4100E     | 800 MHz    | 64 KiB+64 KiB  | 533 MT/s       | ?×           | ? V        | 5–6 W | ? mW                    | FCBGA    | 2     | 2011. március 1. |            |

### Eden C

#### „Eden C” (28 nm)
- Minden modell támogatja: MMX, SSE, SSE2, SSE3, SSSE3, SSE4.1, SSE4.2, AVX, AVX2, x86-64, NX bit, VT-x, VIA PadLock (SHA, AES, RNG), VIA PowerSaver

| Marketingnév | Modellszám | Órajel   | Turbo sebesség | L1 gyorsítótár | L2 gyorsítótár | FSB sebesség | TDP  | Foglalat | Magok |
| ------------ | ---------- | -------- | -------------- | -------------- | -------------- | ------------ | ---- | -------- | ----- |
| Eden X4      | C4450      | 1,6 GHz  | 2,0 GHz        | 64 KiB / mag   | 2 MiB          | 1333 MHz     | 10 W | NanoBGA2 | 4     |
| Eden X4      | C4250      | 1,2 GHz  | 1,73 GHz       | 64 KiB / mag   | 2 MiB          | 1333 MHz     | 6 W  | NanoBGA2 | 4     |
| Eden X1      | C1050      | 1,06 GHz | –              | 64 KiB         | 2 MiB          | 1333 MHz     | 2 W  | NanoBGA2 | 1     |

2015. augusztus 13-án bejelentették a VIA egy beágyazott PC-jét, amely egy 1,2 GHz-es VIA Eden X4 5000-es sorozatú CPU-t használ.
- Cikk
- Fórum-hozzászólás fotóval
- Fórumbejegyzés a CPU-Z SSE4.2, AVX és AVX2 támogatásról szóló jelentésével – amely az AES-NI kiterjesztést is jelzi

## Fordítás
Ez a szócikk részben vagy egészben  a   List of VIA Eden microprocessors című angol Wikipédia-szócikk ezen változatának fordításán alapul.  Az eredeti cikk szerkesztőit annak laptörténete sorolja fel. Ez a jelzés csupán a megfogalmazás eredetét és a szerzői jogokat jelzi, nem szolgál a cikkben szereplő információk forrásmegjelöléseként.